# Chaos (kosmogonie)
| Nebylo jsoucna ani nejsoucna tehdy, nebylo vzdušného prostoru ani nebe nad ním. Co se hýbalo? Kde? Kdo k ochraně bděl? Byla to voda, hluboká, nesmírná? Nebylo smrti, nesmrtelnosti v onen čas, nebylo stopy po noci a dni. Samo sebou jen to bez dechu dýchalo. Mimo to nic nebylo jiného ... Tma byla na počátku, pokrytá tmou, v ní toto vše jako nerozlišená spousta vod. Tam zárodek zahalen v prázdnotu hluchou - to jediné povstalo mocí tvůrčího vznícení. |
| Rgvéd 10.129 |

Chaos je v mnoha mýtech o stvoření stav prvotní temnoty, prázdnoty či nicoty, často blízký motivu prvotních vod. V chaosu se pak objevuje stvořitelské božstvo či božstva, kosmický obr či kosmické vejce, jejichž činnost vede ke vzniku světa. Výraz vychází z řecké mytologie, kde je Chaos prvotním stavem před stvořením světa, někdy označovaný jako nejstarší z prvotních božstev, často ztotožňovaný s propastí, prázdnotou, temnotou, vzduchem či povětřím.

## Příklady
Motiv prvotního chaosu se objevuje například v několika indoevropských mytologiiích. Nejstarším doklad se nachází v rgvédském hymnu 10.129, který hovoří o počáteční absenci existence, temnotě a vodách, v kterých se zrodila touha a došlo tak ke vzniku světa. Chaos je také počátkem světa v nejznámějším řeckém kosmogonickém mýtu – Hésiodově Theogonii, a v přepracované formě se vyprávění objevuje i v Proměnách římského básníka Ovidia. V severské mytologii je zase znám Ginnungagap „zející jícen“, který představuje stav prvotní prázdnoty předcházející existenci světa.
| Na počátku Bůh stvořil nebe a zemi. Země pak byla pustá a prázdná, nad propastí byla tma a nad vodami se vznášel Boží Duch. Bůh řekl: „Ať je světlo!“ – a bylo světlo. Bůh viděl, že světlo je dobré, a Bůh oddělil světlo od tmy. |
| Starý zákon, Genesis 1 |

	V biblické tradici představuje prvotní vody či chaos propast zvaná hebrejsky tehom, zmiňovaná hned na počátku knihy Genesis. Fráze do češtiny překládaná jako „pustá a prázdná“, může být přeložena také jako „beztvará prázdnota“ a narážet tak na stav přecházející stvoření.
	Ve staré čínské literatuře se objevuje motiv chaosu v taoistickém textu Huainanzi z období dynastie Chan, podle kterého bylo nebe ani země na počátku beztvaré a tao se nacházelo v prázdnotě. Mayský mytologický text Popol Vuh zase zmiňuje stav kdy na počátku, než bohové Tepeu a Gucumatz stvořili svět, bylo vše tiché a nepohyblivé a existovalo jen moře a nebesa a z tohoto počátečního stavu. Motiv prvotní nicoty, prázdnoty či temnoty je také běžný v mytologii polynéských náboženství, například podle Maorů prvotní nicota (kore) dala vzniknout temnotě (po) a ta zase nebesům (rangi).